# 유나이티드 피에스
유나이티드 피에스(영어: United p.s.)는 유나이티드 항공에서 제공하는 프리미엄 서비스로 스타 얼라이언스 회원 항공사에 해당된다. 당시 유나이티드 항공의 파산을 이겨내기 위해 전략의 하나로 2004년에 설립 했으며 주 서비스는 각 클래스는 정기 항공편에서 제공하나 특정 시설을 포함하고 있다. 허브 공항은 샌프란시스코 국제공항을 비롯해 존 F. 케네디 국제공항과 로스앤젤레스 국제공항이 있다. 2011년 11월 30일에 콘티넨탈 항공과 합병을 했지만 다만 유나이티드 피에스에서 제공하는 피에스 서비스의 경우 그대로 유지된다.

## 사진

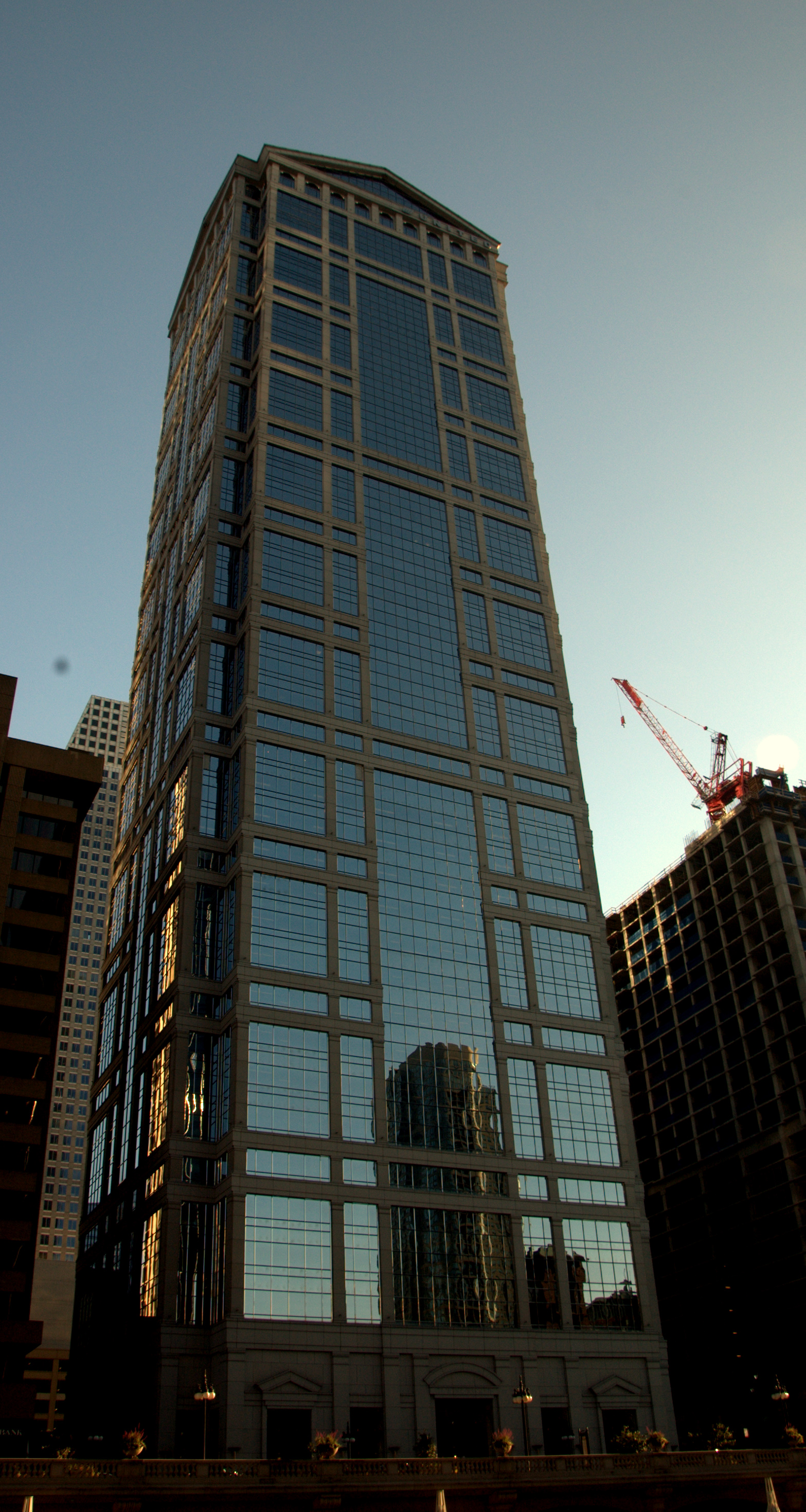
유나이티드 항공의 본사 빌딩
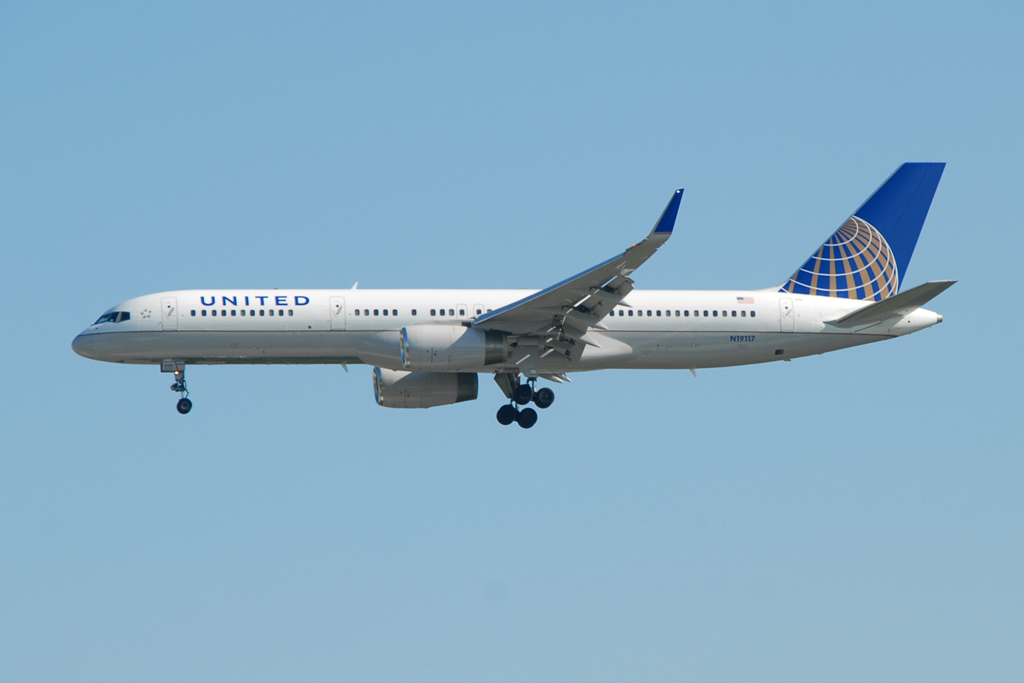
유나이티드 항공 소속 보잉 757-200 항공기
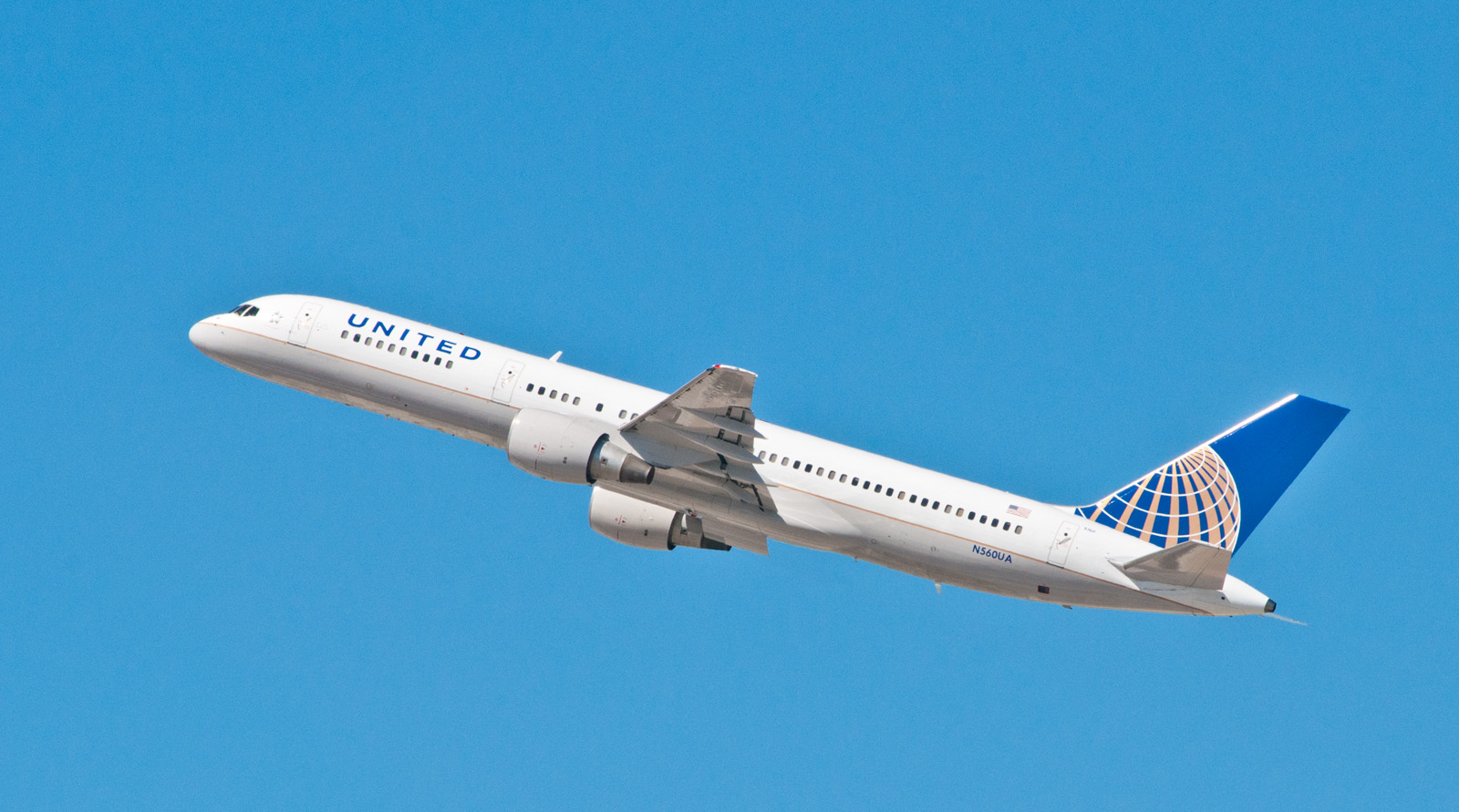
유나이티드 항공 소속 보잉 757-200 항공기